# Fearless (album de Taylor Swift)
Pour les articles homonymes, voir Fearless.
Cet article concerne l'album d'origine de Taylor Swift. Pour l'album réenregistré de la même chanteuse, voir Fearless (Taylor's Version).
Albums de Taylor Swift
Beautiful Eyes
(2008) Speak Now
(2010)
Fearless est le deuxième album studio de la chanteuse de country pop américaine Taylor Swift, sorti le 11 novembre 2008 à l'âge de 18 ans, sous le label indépendant Big Machine Records. Toutes les chansons ont été écrites par Taylor Swift ou coécrite avec Liz Rose. L'album a reçu le Grammy Award de l'album de l'année en 2010. Taylor Swift est donc devenue la plus jeune artiste de l'histoire de la musique à remporter un Grammy Awards pour l'album de l'année. L'album fut une percée internationale pour la jeune chanteuse. Aux États-Unis l'album est resté au top du Billboard 200 onze semaines non consécutives, un record depuis 1999-2000. Avec 3,2 millions d’exemplaires vendus en 2009, c'est l'album le plus vendu de l'année 2009. Ailleurs l'album atteint le top des classements en Australie, en Nouvelle-Zélande, Canada et Philippines. Dans ce dernier pays, l'album est certifié 9 fois disque de platine par la Philippine Association of the Record Industry, devenant l'album le plus certifié de l'Histoire. En tout, le deuxième album de Taylor Swift s'est vendu à plus de 10 millions d'exemplaires à travers le monde[réf. nécessaire].
Quant aux singles constituant l'album, la chanson Love Story est un succès international, 8.3 millions d’exemplaires vendus à ce jour. La chanson Change, treizième chanson de l'album fut choisie pour soutenir les équipes américaines aux Jeux olympiques de 2008.
En soutien à cet album, le 23 avril 2009, Taylor Swift était sur la route pour sa première tournée en tête d'affiche, la Fearless Tour en Amérique du Nord. S'étalant jusqu'au 5 juin 2010, et dans quatre pays. Les billets ont été vendus en des temps records de moins d'une minute. La tournée fut composée de 106 concerts et elle a engendré 63,705 590 dollars de bénéfices.

## Critiques
Musicalement, l'album est décrit comme « bruyant avec des guitares et des refrains peu entraînants », avec « un peu de violon et de banjo cachés dans le mélange. » The New York Times décrit Taylor Swift comme « l'une des meilleures auteures de musique pop, pragmatique avant tout, et plus en contact avec sa vie intime que la plupart des adultes. » The Village Voice a l'impression « qu'elle exposait la sagesse surnaturelle et l'inclusivité […] évitant magistralement les pièges typiques du chroniqueur trop banal ainsi que des fausses profondeurs. » Rolling Stone remarque que malgré son « professionnalisme presque impersonnel » basé sur des automatismes couplet-refrain-pont, ses chansons dégagent une naïveté d'adolescente qui est « très intime et authentique ». USA Today trouve cela « plaisant d'entendre une jeune adulte talentueuse aux allures d'adolescente. » The New Yorker décrit l'album « sans fausse note », ajoutant que la meilleure étant Fifteen « restera dans les esprits pendant des années. » Entertainment Weekly note cependant qu'il plairait surtout aux jeunes filles — « elle donne l'impression d'être une vraie adolescente et pas une Lolita, peste et fabriquée » — mais déclare aussi que cela serait « excitant de voir son talent précoce évoluer. » Le critique musical Robert Christgau décrit Taylor Swift comme « une force rare et impossible et une adolescente très talentueuse. »

## Liste des titres
Toutes les pistes sont écrites et composées par Swift, à l'exception de Fearless (Taylor Swift, Liz Rose, Hillary Lindsey), White Horse, You Belong with Me, Tell Me Why (Swift, Rose), Breathe (Swift, Colbie Caillat), et The Way I Loved You (Swift, John Rich). 
| No  | Titre                              | Durée |
| --- | ---------------------------------- | ----- |
| 1.  | Fearless                           | 4:01  |
| 2.  | Fifteen                            | 4:54  |
| 3.  | Love Story                         | 3:55  |
| 4.  | Hey Stephen                        | 4:14  |
| 5.  | White Horse                        | 3:54  |
| 6.  | You Belong with Me                 | 3:51  |
| 7.  | Breathe (featuring Colbie Caillat) | 4:23  |
| 8.  | Tell Me Why                        | 3:20  |
| 9.  | You're Not Sorry                   | 4:21  |
| 10. | The Way I Loved You                | 4:04  |
| 11. | Forever & Always                   | 3:45  |
| 12. | The Best Day                       | 4:05  |
| 13. | Change                             | 4:40  |

Pistes supplémentaires selon édition:
| No  | Titre                                      | Durée |
| --- | ------------------------------------------ | ----- |
| 3.  | Love Story (International Mix)             | 3:54  |
| 14. | Our Song (International Mix)               | 3:21  |
| 15. | Teardrops on My Guitar (International Mix) | 3:15  |
| 16. | Should've Said No (International Mix)      | 4:06  |

## Personnel
D'après la carte associée au CD.
- Nick Buda – batterie
- Colbie Caillat – chœurs sur Breathe
- Nathan Chapman – guitares, mandoline, claviers, orgue, accordéon, chœurs
- Eric Darken – percussions, vibraphone
- Caitlin Evanson – chœurs
- Kenny Greenberg – guitare
- Rob Hajacos – fiddle
- Tony Harrell – claviers, orgue, accordéon
- Amos Heller – basse
- Claire Indie – violoncelle
- John Keefe – batterie
- Tim Lauer – claviers, orgue, accordéon
- Tim Marks – basse
- Grant Mickelson – guitare
- Bryan Sutton – guitare, mandoline
- Taylor Swift – chant et chœurs
- Ilya Toshinsky – banjo
- Al Wilson – percussions

## Classement et certifications
| Classement (2008–2010)                  | Meilleure position |
| --------------------------------------- | ------------------ |
| Australie Classement album              | 2                  |
| AustralieClassement album country       | 1                  |
| Autriche Classement album               | 14                 |
| Belgique Classement album (Flandre)     | 52                 |
| Belgique Classement album (Wallonie)    | 68                 |
| Brésil Classement album                 | 18                 |
| Canada Classement album                 | 1                  |
| Danemark Classement album               | 23                 |
| Pays-BasClassement album                | 43                 |
| France Classement album                 | 26                 |
| AllemagneClassement album               | 12                 |
| Grèce Classement album                  | 19                 |
| Irlande Classement album                | 7                  |
| Japon Classement album                  | 8                  |
| Mexique Classement album                | 37                 |
| Nouvelle-Zélande Classement album       | 1                  |
| Norvège Classement album                | 5                  |
| Russie Classement album                 | 17                 |
| Espagne Classement album                | 28                 |
| SuèdeClassement album                   | 12                 |
| Suisse Classement album                 | 35                 |
| Royaume-Uni Classement album            | 5                  |
| États-Unis Billboard 200                | 1                  |
| États-Unis Billboard Top Country Albums | 1                  |

| Classement (2009)                       | Position |
| --------------------------------------- | -------- |
| Australie Classement albums             | 4        |
| Canada Classement albums                | 2        |
| Nouvelle-Zélande Classement album       | 2        |
| États-Unis Billboard 200                | 1        |
| Classement (2010)                       | Position |
| Canada Classement album                 | 14       |
| États-Unis Billboard 200                | 7        |
| États-Unis Billboard Top Country Albums | 1        |
| Classement (2011)                       | Position |
| États-Unis Billboard 200                | 88       |
| États-Unis Billboard Top Country Albums | 42       |

| Classement (2000-2010)      | Position |
| --------------------------- | -------- |
| Australie Classement Albums | 87       |

## Certifications et ventes
| Pays             | Certification | Unités certifiées |
| ---------------- | ------------- | ----------------- |
| Afrique du Sud   | Or            | 20 000            |
| Australie        | 6 × Platine   | 420 000           |
| Autriche         | Or            | 10 000            |
| Canada           | 4 × Platine   | 320 000           |
| États-Unis       | Diamant       | 10 000 000        |
| Hong Kong        | Or            | 15 000            |
| Indonésie        | Platine       | 150 000           |
| Irlande          | 2 × Platine   | 30 000            |
| Japon            | Or            | 100 000           |
| Malaisie         | Platine       | 20 000            |
| Norvège          | Or            | 15 000            |
| Nouvelle-Zélande | 3 × Platine   | 45 000            |
| Philippines      | 9 × Platine   | 135 000           |
| Royaume-Uni      | Platine       | 300 000           |
| Russie           | Or            |                   |
| Singapour        | Platine       | 12 000            |
| Taïwan           | Platine       | 14 000            |